# Ikona Matki Bożej „Władająca”
Ikona Matki Bożej „Władająca” – cudowna ikona szczególnie czczona w Rosyjskim Kościele Prawosławnym. Ostatni wizerunek Matki Bożej, który został uznany za cudowny w Rosji przed rewolucją październikową. 

## Opis
Ikona przedstawia Matkę Bożą siedzącą na tronie, w koronie, z berłem i jabłkiem w dłoniach, ubraną w czerwone, królewskie szaty. Maryja trzyma na kolanach Dzieciątko Jezus. Tło ikony jest ciemne, zaś wyraz twarzy Matki Bożej, patrzącej wprost, w porównaniu z innymi cudownymi wizerunkami, jest szczególnie poważny i surowy. W niektórych wariantach ikony ponad postacią Maryi widoczny jest Bóg Ojciec na niebiosach.

## Historia
Według legendy, po abdykacji Mikołaja II wieśniaczka nazwiskiem Adrianowa miała ujrzeć we śnie Maryję. Nakazała ona udać się do wsi Kołomienskoje i odnaleźć tam czarną ikonę Matki Bożej, po czym uczynić ją czerwoną i modlić się przed nią. Proboszcz cerkwi Wniebowstąpienia Pańskiego w tej miejscowości uznał, że opisanym we śnie wizerunkiem jest dawno zapomniana ikona pochodząca z monasteru Wniebowstąpienia Pańskiego w Moskwie, ukryta w jego cerkwi w 1812 w obawie przed wojskami napoleońskimi. Wygląd Matki Bożej na ikonie uznano za potwierdzenie, że Maryja jest władczynią całej ziemi, w szczególności zaś opiekunką Rosji. 
W czasach radzieckich ikona znajdowała się w Państwowym Muzeum Historycznym w Moskwie, w 1990 ponownie wystawiono ją dla kultu w cerkwi Kazańskiej Ikony Matki Bożej w Kołomienskim. Jej wspomnienie wypada 2 marca.